# Spielesammlung
Der Ausdruck Spielesammlung (gelegentlich auch Spielsammlung oder Spielemagazin) findet in der Spielpädagogik Verwendung für ein mehr oder weniger systematisch zusammengestelltes Arsenal von Spielen. Solch eine Sammlung kann in Buchform erfolgen, wobei eine größere Zahl von Spielen aufgelistet und beschrieben wird. Sie kann sich in Bildform präsentieren, wobei die Spiele als Skizzen, Gemälde oder Fotos dargestellt werden. Eine Spielesammlung kann aber auch in Realform stattfinden, wobei konkrete Spiele wie Brettspiele, Computerspiele, Würfelspiele zusammengetragen werden. Das zur Förderung des praktischen Gebrauchs meist nach Sachgebieten geordnete und alphabetisch gelistete Inventurverzeichnis einer Spielesammlung wird als Spieleregister bezeichnet.

## Spielesammlungen in Buchform
Das Spiel wurde schon früh als ein wichtiges Element in der Kulturgeschichte der Menschen begriffen. So entstanden bereits im frühen europäischen Mittelalter erste Spielesammlungen, die den Bestand der Zeit in schriftlicher Form erhalten wollten. Das erste Spielbuch in Europa verfasste Alfons X., König von Kastilien, im 13. Jahrhundert. Der Dichter Rabelais hinterließ in seinem Roman „Gargantua und Pantagruel“ ein Spiegelbild der Spielkultur seiner Zeit, des beginnenden 16. Jahrhunderts. Der Philanthrop Johann Christoph Friedrich GutsMuths gab 1796 ein Spielebuch heraus, das neben einer Sammlung erziehungsförderlicher Spiele auch bereits didaktische Reflexionen und methodische Hinweise enthielt. Auch der als „Turnvater“ bekannte Friedrich Ludwig Jahn hat sich mit seiner Sammlung von sogenannten „Turnspielen“, die er und seine Schüler in Büchern festhielten, um Erhalt und Entwicklung des Spielguts verdient gemacht.

## Spielesammlungen in Bildform

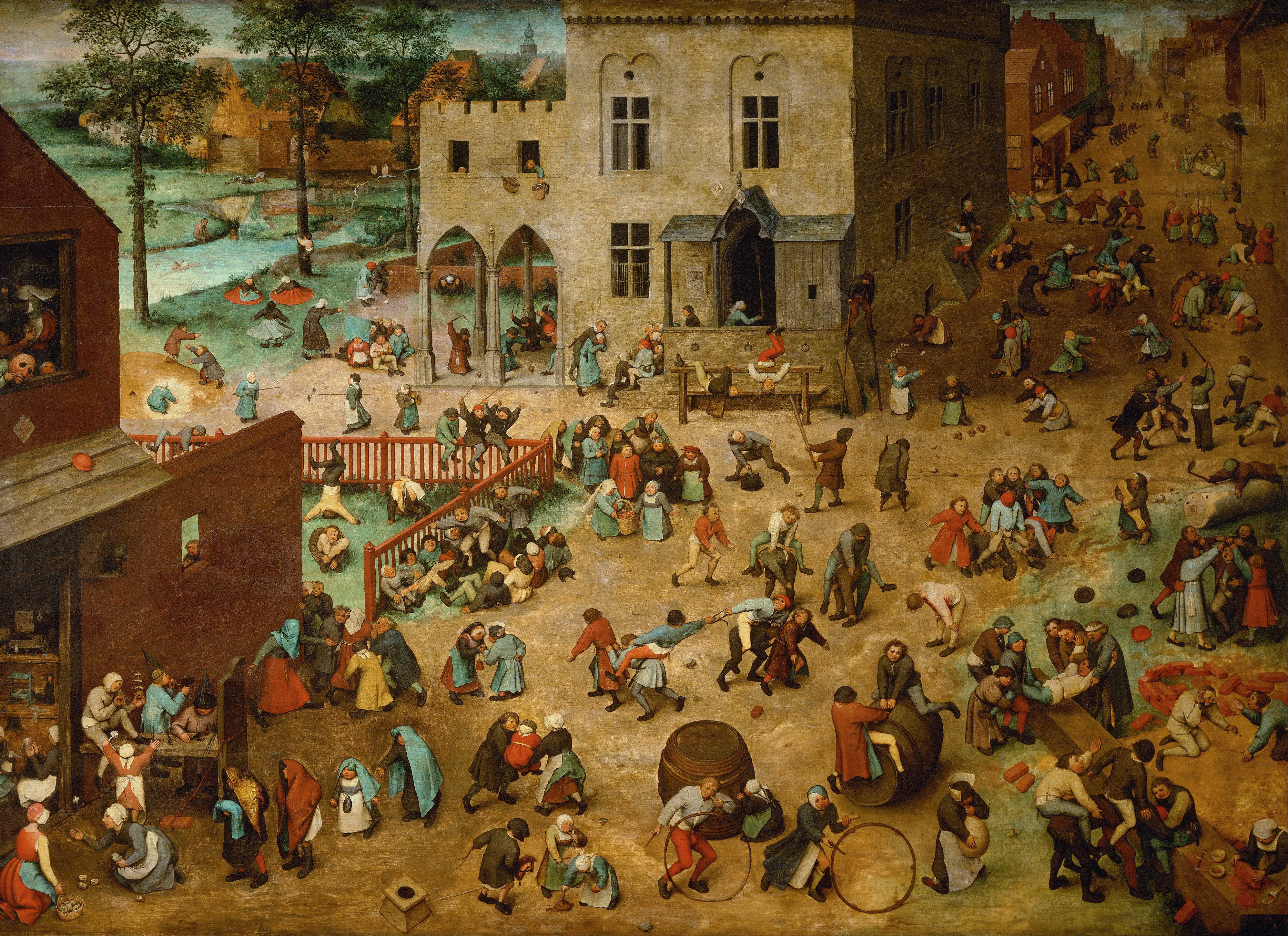
Brueghel: Die Kinderspiele, 1560

Die wohl bekannteste Spielesammlung in Bildform stammt von dem niederländischen Bauernmaler Pieter Brueghel d. Ä. Auf seinem Gemälde aus dem Jahr 1560, das im Kunsthistorischen Museum in Wien aufbewahrt wird, sind über 80 Kinderspiele seiner Zeit festgehalten.

## Spielesammlungen in Realform

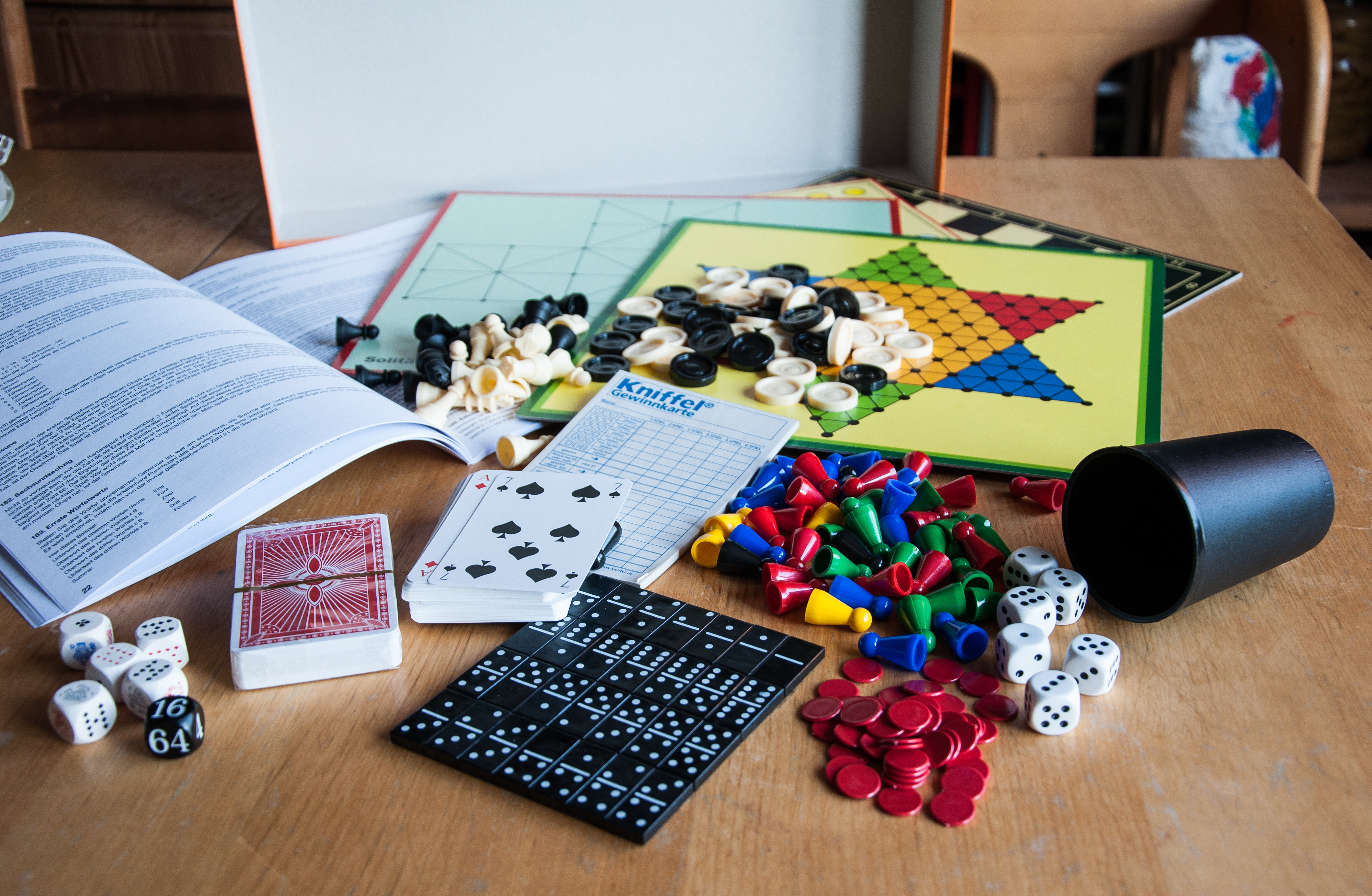
Spielesammlung mit klassischen Brett-, Karten- und Würfelspielen

In Büchereien, Gemeindezentren, Krankenhäusern oder Arztpraxen finden sich häufig kleinere Spielesammlungen, die vor allem Kindern Gelegenheiten zum Spielen geben und Wartezeiten überbrücken sollen. Aber auch in den meisten Kinderzimmern sammelt sich mit der Zeit reichlich Spielgut. Die traditionelle häusliche Spielesammlung für alle Generationen enthält etwa die Brettspiele Mensch ärgere dich nicht, Mühle, Dame, Halma und Backgammon auf doppelseitigen Spielbrettern. Je nach Verlag und Ausgabe sind manchmal auch andere Spiele, wie z. B. Schachfiguren (für das Damebrett), Malefiz, Fang den Hut oder Leiterspiel enthalten. Die Spiele teilen sich Spielfiguren und Würfel.
Auch Computerspiele lassen sich sammeln. Diese Spielesammlungen können sehr unterschiedlich sein. So verkauft der Handel z. B. einfache Brettspiel-Umsetzungen als Spielesammlung. Daneben gibt es Sammlungen erfolgreicher Titel (z. B. Gold Games). Häufig werden auch Zusammenstellungen von Grundspielen und Erweiterungen als Spielesammlung bezeichnet. Größere Bekanntheit erreichte das Humble Indie Bundle, das mehrere Spiele zu einem vom Käufer selbst zu bestimmenden Preis anbietet.

## Sinn und Zweck
Spielesammlungen können unterschiedliche Sinngebungen und Zielsetzungen verfolgen: Sie können beabsichtigen, das Spielgut bestimmter Zeiten und Völker museal zu sammeln, um es der Nachwelt zu erhalten. Sie können charakteristische Merkmale unverwechselbarer Spiele bestimmter Regionen festhalten wollen. Sie können aber auch einen praktischen Gebrauchswert für Freizeit und Schule intendieren. Sie dienen dazu, dem Interessierten einen Überblick über die unermessliche Vielfalt des Spielguts zu geben. Dem Theoretiker des Spiels liefern sie einen Orientierungsrahmen, um Vergleiche und Analysen anzustellen. Dem Anwender hilft die Übersicht dabei, Einseitigkeiten des Spielens zu vermeiden und aus dem Arsenal das für die jeweilige Spiel- und Lern-Situation Passende zu finden und auswählen zu können. Wegen der Vielfalt des Spielguts beschränken sich Spielesammlungen häufig auf einen bestimmten Sinn- oder Anwendungsbereich, etwa die Abenteuerspiele.
Auch der Lern- und Erziehungsgedanke wurde schon früh mit dem Spielen verbunden. Mit Johann Amos Comenius beginnt bereits 1658 die didaktische Aufbereitung und Illustrierung des Spielguts für die Kindererziehung. 1796 veröffentlicht der Philanthrop Johann Christoph Friedrich GutsMuths seine kommentierte Spielesammlung unter einem bereits ganzheitlichen Erziehungsgedanken.